# Ligue des champions masculine de volley-ball 2006-2007
Navigation
Ligue des champions 2005-2006 Ligue des champions 2007-2008
La Ligue des champions de volley-ball masculin 2006-2007 se déroule du 27 septembre 2006 au 1er avril 2007. Cette édition a vu la victoire du club allemand de VfB Friedrichshafen.

## Clubs engagés
- Olympiakos Le Pirée, Iraklis Salonique, Panathinaikos Athènes  Grèce
- Bre Banca Lanutti Cuneo, Lube Banca Marche Macerata, Sisley Trévise  Italie
- Hypo Tirol Innsbrück, Aon hotVolleys Vienne  Autriche
- Noliko Maaseik, Knack Roeselare  Belgique
- Numancia Soria, Son Amar Palma de Majorque  Espagne
- Tours Volley-Ball, Paris Volley  France
- evivo Düren, VfB Friedrichshafen  Allemagne
- Lokomotiv Belgorod, Dynamo Moscou  Russie
- Levski Siconco Sofia  Bulgarie
- DHL Ostrava  République tchèque
- Ortec Nesselande Rotterdam  Pays-Bas
- SKRA Bełchatów  Pologne
- Novolin Novi Sad, Buducnost Banka Podgorica  Serbie,  Monténégro

## Formule de compétition
Cf. Coupes d'Europe de volley-ball, article 2.1.3 « Ligue des champions — Déroulement de la compétition »

## Résultats

### Phase de poules

#### Poule A
| Équipe                               | MJ | V | D | SP | SC | PP  | PC  | Pts | RS    | RP    |
| ------------------------------------ | -- | - | - | -- | -- | --- | --- | --- | ----- | ----- |
| Son Amar Palma de Majorque Espagne   | 10 | 8 | 2 | 27 | 15 | 975 | 904 | 18  | 1,800 | 1,079 |
| Tours Volley-Ball France             | 10 | 7 | 3 | 24 | 16 | 920 | 818 | 17  | 1,500 | 1,125 |
| Lokomotiv Belgorod Russie            | 10 | 6 | 4 | 22 | 18 | 788 | 856 | 16  | 1,222 | 0,921 |
| Buducnost Banka Podgorica Monténégro | 10 | 5 | 5 | 20 | 22 | 932 | 965 | 15  | 0,909 | 0,966 |
| Evivo Düren Allemagne                | 10 | 3 | 7 | 16 | 24 | 879 | 930 | 13  | 0,667 | 0,945 |
| Hypo Tirol Innsbrück Autriche        | 10 | 1 | 9 | 13 | 27 | 833 | 854 | 11  | 0,481 | 0,975 |

#### Poule B
| Équipe                              | MJ | V | D  | SP | SC | PP  | PC  | Pts | RS    | RP    |
| ----------------------------------- | -- | - | -- | -- | -- | --- | --- | --- | ----- | ----- |
| Dynamo Moscou Russie                | 10 | 9 | 1  | 27 | 12 | 907 | 802 | 19  | 2,250 | 1,131 |
| Sisley Trévise Italie               | 10 | 7 | 3  | 23 | 13 | 821 | 800 | 17  | 1,769 | 1,026 |
| Noliko Maaseik Belgique             | 10 | 6 | 4  | 20 | 15 | 821 | 795 | 16  | 1,333 | 1,033 |
| Iraklis Salonique Grèce             | 10 | 4 | 6  | 17 | 19 | 807 | 834 | 14  | 0,895 | 0,968 |
| Paris Volley France                 | 10 | 4 | 6  | 14 | 16 | 856 | 868 | 14  | 0,762 | 0,986 |
| Ortec Nesselande Rotterdam Pays-Bas | 10 | 0 | 10 | 7  | 30 | 803 | 916 | 10  | 0,233 | 0,877 |

#### Poule C
| Équipe                            | MJ | V | D | SP | SC | PP  | PC  | Pts | RS    | RP    |
| --------------------------------- | -- | - | - | -- | -- | --- | --- | --- | ----- | ----- |
| Knack Roeselare Belgique          | 10 | 9 | 1 | 21 | 12 | 960 | 886 | 19  | 2,417 | 1,084 |
| Lube Banca Marche Macerata Italie | 10 | 6 | 4 | 23 | 14 | 884 | 803 | 16  | 1,643 | 1,101 |
| BOT SKRA Bełchatów Pologne        | 10 | 6 | 4 | 22 | 20 | 964 | 953 | 16  | 1,100 | 1,012 |
| Levski Siconco Sofia Bulgarie     | 10 | 4 | 6 | 16 | 21 | 795 | 854 | 14  | 0,762 | 0,931 |
| Olympiakos Le Pirée Grèce         | 10 | 3 | 7 | 13 | 23 | 795 | 837 | 13  | 0,565 | 0,950 |
| Aon hotVolleys Vienne Autriche    | 10 | 2 | 8 | 12 | 25 | 795 | 860 | 12  | 0,480 | 0,924 |

#### Poule D
| Équipe                                          | MJ | V | D | SP | SC | PP  | PC  | Pts | RS    | RP    |
| ----------------------------------------------- | -- | - | - | -- | -- | --- | --- | --- | ----- | ----- |
| VfB Friedrichshafen Allemagne                   | 10 | 8 | 2 | 26 | 13 | 910 | 834 | 18  | 2,000 | 1,091 |
| Panathinaikos Athènes Grèce                     | 10 | 7 | 3 | 25 | 12 | 848 | 769 | 17  | 2,083 | 1,103 |
| Brebanca Lanutti Cuneo Italie                   | 10 | 7 | 3 | 21 | 12 | 764 | 861 | 17  | 1,750 | 1,122 |
| DHL Ostrava République tchèque                  | 10 | 5 | 5 | 21 | 22 | 910 | 934 | 15  | 0,955 | 0,974 |
| Vojvodina Novolin Novi Sad Serbie-et-Monténégro | 10 | 2 | 8 | 10 | 27 | 768 | 873 | 12  | 0,370 | 0,880 |
| Numancia Soria Espagne                          | 10 | 1 | 9 | 12 | 29 | 851 | 960 | 11  | 0,414 | 0,886 |

### Play-offs à 12

#### Friedrichshafen-Maaseik
|                     |                                          |                     |                                   |  |
| VfB Friedrichshafen | 3-0                                      | Noliko Maaseik      | 25-20, 25-23, 33-31               |  |
| Noliko Maaseik      | 3-2                                      | VfB Friedrichshafen | 22-25, 25-15, 25-20, 25-27, 15-13 |  |
|                     | Friedrichshafen accède aux play-offs à 6 |                     |                                   |  |

#### Cuneo-Trévise
|                         |                                  |                         |                            |  |
| Bre Banca Lanutti Cuneo | 3-1                              | Sisley Trévise          | 20-25, 27-25, 28-26, 25-18 |  |
| Sisley Trévise          | 3-0                              | Bre Banca Lanutti Cuneo | 25-19, 25-22, 25-23        |  |
|                         | Trévise accède aux play-offs à 6 |                         |                            |  |

#### Macerata-Panathinaikos Athènes
|                            |                                   |                            |                                   |  |
| Lube Banca Marche Macerata | 3-1                               | Panathinaikos Athènes      | 25-20, 25-22, 20-25, 28-26        |  |
| Panathinaikos Athènes      | 2-3                               | Lube Banca Marche Macerata | 25-22, 22-25, 23-25, 25-18, 14-16 |  |
|                            | Macerata accède aux play-offs à 6 |                            |                                   |  |

#### Belgorod-Roeselare
|                    |                                    |                    |                                   |  |
| Lokomotiv Belgorod | 2-3                                | Knack Roeselare    | 16-25, 25-22, 19-25, 25-20, 13-15 |  |
| Knack Roeselare    | 3-1                                | Lokomotiv Belgorod | 25-16, 32-30, 40-42, 25-14        |  |
|                    | Roeselare accède aux play-offs à 6 |                    |                                   |  |

#### Palma de Majorque-Bełchatów
|                               |                                            |                               |                                   |  |
| Portol Drac Palma de Majorque | 3-2                                        | SKRA Bełchatów                | 25-21, 21-25, 25-20, 22-25, 15-9  |  |
| SKRA Bełchatów                |                                            | Portol Drac Palma de Majorque | 18-25, 25-19, 31-29, 18-25, 17-15 |  |
|                               | Palma de Majorque accède aux play-offs à 6 |                               |                                   |  |

#### Ostrava-Tours
|                   |                                |                   |                            |  |
| DHL Ostrava       | 1-3                            | Tours Volley-Ball | 25-19, 19-25, 13-25, 19-25 |  |
| Tours Volley-Ball | 3-1                            | DHL Ostrava       | 25-21, 17-25, 25-19, 29-27 |  |
|                   | Tours accède aux play-offs à 6 |                   |                            |  |

### Play-offs à 6

#### Match 1
|                            |                               |                            |                            |  |
| Lube Banca Marche Macerata | 3-0                           | Knack Roeselare            | 25-20, 25-21, 25-20        |  |
| Knack Roeselare            | 3-1                           | Lube Banca Marche Macerata | 26-28, 25-19, 25-22, 25-19 |  |
|                            | Macerata accède au Final Four |                            |                            |  |

#### Match 2
|                     |                                      |                     |                                   |  |
| VfB Friedrichshafen | 3-0                                  | Sisley Trévise      | 25-20, 25-21, 25-21               |  |
| Sisley Trévise      | 3-2                                  | VfB Friedrichshafen | 14-25, 25-22, 25-20, 23-25, 15-10 |  |
|                     | Friedrichshafen accède au Final Four |                     |                                   |  |

#### Match 3
|                               |                            |                               |                                   |  |
| Portol Drac Palma de Majorque | 1-3                        | Tours Volley-Ball             | 16-25, 25-17, 18-25, 21-25        |  |
| Tours Volley-Ball             | 3-2                        | Portol Drac Palma de Majorque | 25-20, 22-25, 25-15, 22-25, 15-12 |  |
|                               | Tours accède au Final Four |                               |                                   |  |

### Final Four

#### Demi-finales
|                            |     |                     |                                   |  |
| Lube Banca Marche Macerata | 2-3 | VfB Friedrichshafen | 25-20, 24-26, 19-25, 25-13, 13-15 |  |
| Dynamo Moscou              | 1-3 | Tours Volley-Ball   | 18-25, 26-28, 25-19, 22-25        |  |

#### Match pour la troisième place
|                            |     |               |                     |  |
| Lube Banca Marche Macerata | 0-3 | Dynamo Moscou | 18-25, 23-25, 18-25 |  |

#### Finale
|                   |     |                     |                            |  |
| Tours Volley-Ball | 1-3 | VfB Friedrichshafen | 20-25, 24-26, 25-23, 19-25 |  |